# Signify
Signify è il quarto album in studio del gruppo musicale britannico Porcupine Tree, pubblicato il 30 settembre 1996 dalla Delerium Records.

## Tracce
Testi e musiche di Steven Wilson, eccetto dove indicato.

### CD
1. Bornlivedie – 1:41 (Steven Wilson, Richard Barbieri)
2. Signify – 3:26
3. Sleep of No Dreaming – 5:24
4. Pagan – 1:34
5. Waiting Phase One – 4:24
6. Waiting Phase Two – 6:15
7. Sever – 5:30
8. Idiot Prayer – 7:37 (Steven Wilson, Colin Edwin)
9. Every Home Is Wired – 5:08
10. Intermediate Jesus – 7:29 (Steven Wilson, Richard Barbieri, Colin Edwin, Chris Maitland)
11. "Light Mass Prayers" – 4:28 (Chris Maitland)
12. Dark Matter – 8:57

Insignificance (Demos 1995-96) – CD bonus nella riedizione del 2003
1. Wake as Gun I – 3:29
2. Hallogallo – 3:37 (Michael Rother, Klaus Dinger) – originariamente interpretata dai Neu!
3. Signify – 3:27
4. Waiting – 6:56
5. Smiling Not Smiling – 3:49
6. Wake as Gun II – 2:06
7. Neural Rust – 5:53
8. Dark Origins – 6:54
9. Sever Tomorrow – 6:04
10. Nine Cats (Acoustic Version) – 4:08

### LP
Edizione del 1996
- Lato A

1. Bornlivedie – 1:41 (Steven Wilson, Richard Barbieri)
2. Signify – 3:26
3. Sleep of No Dreaming – 5:24
4. Pagan – 1:34
5. Waiting Phase One – 4:24

- Lato B

1. Waiting Phase Two – 6:15
2. Sever – 5:30
3. Idiot Prayer – 7:37 (Steven Wilson, Colin Edwin)

- Lato C

1. Every Home Is Wired – 5:08
2. Intermediate Jesus – 7:29 (Steven Wilson, Richard Barbieri, Colin Edwin, Chris Maitland)
3. "Light Mass Prayers" – 4:28 (Chris Maitland)

- Lato D

1. The Sound of No-one Listening – 8:17
2. Dark Matter – 8:57

Riedizione del 2004
- Lato A

1. Bornlivedie – 1:41 (Steven Wilson, Richard Barbieri)
2. Signify – 3:26
3. Sleep of No Dreaming – 5:24
4. Pagan – 1:34
5. Waiting Phase One – 4:24
6. Waiting Phase Two – 6:15

- Lato B

1. Sever – 5:30
2. Idiot Prayer – 7:37 (Steven Wilson, Colin Edwin)
3. Every Home Is Wired – 5:08

- Lato C

1. Intermediate Jesus – 7:29 (Steven Wilson, Richard Barbieri, Colin Edwin, Chris Maitland)
2. "Light Mass Prayers" – 4:28 (Chris Maitland)
3. Dark Matter – 8:52

- Lato D

1. The Sound of No-one Listening – 8:12
2. Colourflow in Mind – 3:51
3. Signify II – 6:05

## Formazione
Crediti tratti dall'edizione CD.
Gruppo
- Steven Wilson – chitarra Banshee (traccia 1), campionatore (tracce 1, 4, 6, 8 e 11), nastri (tracce 1, 7-10), chitarra (tracce 2, 3, 6-9), mellotron (tracce 2 e 3), voce (tracce 3, 5, 7, 9 e 12), organo (tracce 3 e 8), chitarra elettrica e acustica (tracce 5, 10 e 12), tastiera (tracce 5-7, 9), sintetizzatore (traccia 5), pianoforte (tracce 6, 7 e 10), programmazione della batteria (traccia 8), campane tubolari e carillon (traccia 10)
- Richard Barbieri – texture e nastri (traccia 1), sintetizzatore System 700 Electronics (tracce 1, 6 e 9), sintetizzatore (tracce 2-8, 10 e 12), pianoforte (traccia 6), sintetizzatore Prophet V (traccia 6 e 9), sequencer (traccia 8), organo Hammond (traccia 12)
- Colin Edwin – basso (tracce 2, 3, 5-7, 9, 10 e 12), contrabbasso (tracce 3 e 9)
- Chris Maitland – batteria (tracce 2, 3, 5-7, 9, 10 e 12), percussioni (tracce 4 e 6), armonie vocali (traccia 5), cori (traccia 7), loop di batteria (traccia 8), voce, tastiera e piatto (traccia 11)

Altri musicisti
- Terumi – voce (traccia 1)

Produzione
- Steven Wilson – produzione, missaggio
- Markus Butler – assistenza tecnica (The Doghouse)
- Steve Stewart – assistenza tecnica (Katrina & the Waves' Studio)
- Chris Thorpe – mastering